# Karl Heinz Hederich

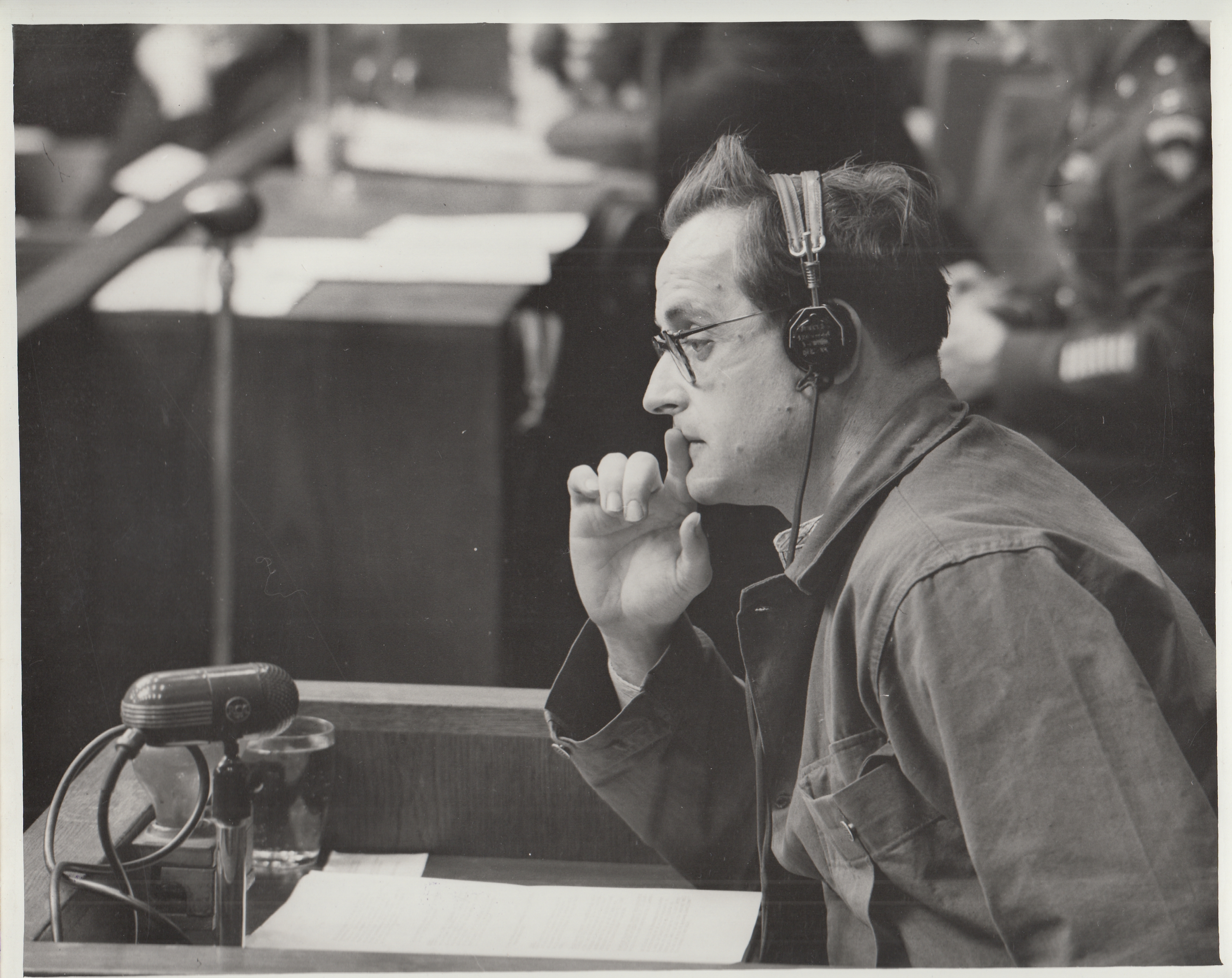
Hederich als Zeuge im Nürnberger Ärzteprozess 1947.

Karl Heinz „Heinrich“ Hederich (* 29. Oktober 1902 in Wunsiedel; † 10. März 1976 in Mönchengladbach-Rheydt) war ein deutscher Funktionär der Studenten- und Kulturpolitik in der Zeit des Nationalsozialismus.

## Leben
Karl Heinz Hederich war Sohn eines Lehrers. Er absolvierte nach dem Besuch der Oberrealschule bis zur Obersekunda eine Schlosserlehre. Anschließend arbeitete er als Bürogehilfe und Bauarbeiter. Hederich war Mitglied des Bundes Oberland. Ende Oktober 1922 trat er erstmals der NSDAP bei und nahm 1923 am Hitler-Ludendorff-Putsch teil.
Nach einem Tiefbaustudium an der Höheren Technischen Staatslehranstalt in Nürnberg und nachdem er 1925 das Abitur nachgeholt hatte, studierte er an den Technischen Hochschulen in Danzig und München mit dem Abschluss eines Dipl.-Ing. 1930. Anschließend wurde er von der Reichsbahn übernommen.
Hederich war sowohl Mitglied des Nationalsozialistischen Deutschen Studentenbundes (NSDStB) als auch ab 1925 der Münchener Burschenschaft Arminia in der Deutschen Burschenschaft (DB). „Durch seinen Einfluss“, heißt es, habe es in München eine „enge Zusammenarbeit zwischen waffenstudentischen und NSDStB-Studenten“ gegeben. Zum 1. März 1932 trat er wieder der NSDAP bei (Mitgliedsnummer 964.877).
1933 wurde er von der NSDAP mit der Behandlung aller Fragen zu den studentischen Verbänden beauftragt. Er war in Personalunion Verbändereferent sowohl der Deutschen Studentenschaft (DSt) als auch des NSDStB.
Hederich war in der DB sowohl stellvertretender Bundesführer auch Schriftleiter des Verbandsorgans Burschenschaftliche Blätter. Die Angaben zum Zeitpunkt der Übernahme dieser zweiten Funktion gehen auseinander. Das Biographische Lexikon der Deutschen Burschenschaft datiert auf 1932, eine Analyse der Burschenschaftlichen Blätter auf Juni 1933.
Als stellvertretender Bundesführer der DB verhandelte er zusammen mit Gerhard Krüger die Fusion mit dem Allgemeinen Deutschen Burschenbund (ADB). Mit Gerhard Krüger und Oskar Stäbel, dem Vorsitzenden der Deutschen Studentenschaft und des NSDStB, vereinbarte er im Juni 1933 Richtlinien über den Neuaufbau der studentischen Verbände. Diese sahen das Führerprinzip, die Besetzung von Leitungsstellen mit nationalsozialistischen Verbindungsstudenten und den Ausschluss von Nichtariern und jüdisch Versippten gemäß einem neuen Ehrengesetz des Allgemeinen Deutschen Waffenrings vor.
Ab Mai 1934 war Hederich Geschäftsführer der Parteiamtlichen Prüfungskommission zum Schutze des nationalsozialistischen Schrifttums (PPK) und übernahm dort 1936 den stellvertretenden Vorsitz. Ab 1935 Präsidialrat der Reichsschrifttumskammer und Mitglied des Reichskultursenats, wurde er in der Folge deren Vizepräsident der Reichsschrifttumskammer. Von August 1937 bis Oktober 1938 leitete er im Reichsministerium für Volksaufklärung und Propaganda (RMVP) die Abteilung Schrifttum und wurde zum Ministerialrat befördert. Im Oktober 1938 wurde er vom Propagandaminister Joseph Goebbels nach internen Konflikten aus dem Ministerium entlassen.
Von 1941 an leistete er Kriegsdienst bei der Wehrmacht. Infolge einer Kriegsverletzung war er 1943/44 im kulturpolitischen Referat der Kanzlei des Führers tätig.
Bei Kriegsende geriet Hedrich im April 1945 in sowjetische Kriegsgefangenschaft, wo er bis August 1945 verblieb. Von Dezember 1945 bis September 1948 war er in Recklinghausen und Fallingbostel interniert und im Zuge der Nürnberger Prozesse auch dort in Zeugenhaft genommen. Im Oktober 1949 wurde er in Düsseldorf als entlastet entnazifiziert. Nach seiner Entlassung aus der Internierung war er fast 25 Jahre bis 1972 als Ingenieur in einer Stahlbau-Firma in Mönchengladbach tätig.
In der Sowjetischen Besatzungszone wurden sämtliche Schriften Hederichs auf die Liste der auszusondernden Literatur gesetzt.

## Schriften
- Der Marsch zur Feldherrnhalle, Erlebnisse vom November 1918 bis zum 9. November 1923. Ferdinand Scholl Verlag, Leipzig 1934.
- Die Parteiamtliche Prüfungskommission zum Schutze des NS-Schrifttums, ihre Aufgaben und ihre Stellung in Partei und Staat, F. Hirt, Breslau 1937.
- Schrifttumspolitische Führung und Dichtung, in "Weimarer Blätter – Festgabe zur Woche des deutschen Buches 1937", Poeschel & Trepte, Leipzig, 1937.
- Nationalsozialismus und Buch, Verl. H. Marxen,  Mainz 1938.
- Deutsche Rechtserneuerung, Eher, Berlin, 1939.
- Adolf Hitler, Bibliogr. Inst., Leipzig 1942.